# 니나 쿤첸도르프
니나 쿤첸도르프(Nina Kunzendorf, 1971년 11월 10일 ~ )는 독일의 배우이다.

## 출연 작품
- 피닉스 (2014)
- 마이 시스터즈 (2013)
- 언스포큰 (2010)